# ミズーリ州選出のアメリカ合衆国上院議員
ミズーリ州は、1821年8月10日に連邦に加わった。

## 上院議員一覧
| 第1部 第1部の上院議員は西暦年を6で除算したときの剰余が1と等しい年が任期末である。最近では2006年,2012年、2018年、2024年に改選されている。次の選挙は2030年を予定している。 | 第1部 第1部の上院議員は西暦年を6で除算したときの剰余が1と等しい年が任期末である。最近では2006年,2012年、2018年、2024年に改選されている。次の選挙は2030年を予定している。 | 第1部 第1部の上院議員は西暦年を6で除算したときの剰余が1と等しい年が任期末である。最近では2006年,2012年、2018年、2024年に改選されている。次の選挙は2030年を予定している。 | 第1部 第1部の上院議員は西暦年を6で除算したときの剰余が1と等しい年が任期末である。最近では2006年,2012年、2018年、2024年に改選されている。次の選挙は2030年を予定している。 | 第1部 第1部の上院議員は西暦年を6で除算したときの剰余が1と等しい年が任期末である。最近では2006年,2012年、2018年、2024年に改選されている。次の選挙は2030年を予定している。 | 第1部 第1部の上院議員は西暦年を6で除算したときの剰余が1と等しい年が任期末である。最近では2006年,2012年、2018年、2024年に改選されている。次の選挙は2030年を予定している。 | 議会                                                       | 第3部 第3部の上院議員は西暦年を6で除算したときの剰余が5と等しい年が任期末である。最近では2004年, 2010年, 2016年、2022年に改選されている。次の選挙は2028年を予定している。 | 第3部 第3部の上院議員は西暦年を6で除算したときの剰余が5と等しい年が任期末である。最近では2004年, 2010年, 2016年、2022年に改選されている。次の選挙は2028年を予定している。 | 第3部 第3部の上院議員は西暦年を6で除算したときの剰余が5と等しい年が任期末である。最近では2004年, 2010年, 2016年、2022年に改選されている。次の選挙は2028年を予定している。 | 第3部 第3部の上院議員は西暦年を6で除算したときの剰余が5と等しい年が任期末である。最近では2004年, 2010年, 2016年、2022年に改選されている。次の選挙は2028年を予定している。 | 第3部 第3部の上院議員は西暦年を6で除算したときの剰余が5と等しい年が任期末である。最近では2004年, 2010年, 2016年、2022年に改選されている。次の選挙は2028年を予定している。 | 第3部 第3部の上院議員は西暦年を6で除算したときの剰余が5と等しい年が任期末である。最近では2004年, 2010年, 2016年、2022年に改選されている。次の選挙は2028年を予定している。 |
| # | 氏名 | 所属政党 | 在職期間 | 選挙歴 | 任期 | 議会                                                       | 任期 | 選挙歴 | 在職期間 | 所属政党 | 氏名 | # |
| 1 | トマス・ベントン | 民主 共和党 | 1821年8月10日 – 1851年3月4日 | 1821年選出 | 1 | 17                                                         | 1 | 1821年選出 | 1821年8月10日 – 1831年3月4日 | 民主 共和党 | デイヴィッド・バートン | 1 |
| 1 | トマス・ベントン | ジャクソン 民主 共和党 | 1821年8月10日 – 1851年3月4日 | 1821年選出 | 1 | 18                                                         | 1 | 1821年選出 | 1821年8月10日 – 1831年3月4日 | アダムズ=クレイ 民主 共和党 | デイヴィッド・バートン | 1 |
| 1 | トマス・ベントン | ジャクソン党 | 1821年8月10日 – 1851年3月4日 | 1821年選出 | 1 | 19                                                         | 2 | 1825年再選 再選に失敗 | 1821年8月10日 – 1831年3月4日 | 反 ジャクソン党 | デイヴィッド・バートン | 1 |
| 1 | トマス・ベントン | ジャクソン党 | 1821年8月10日 – 1851年3月4日 | 1827年再選 | 2 | 20                                                         | 2 | 1825年再選 再選に失敗 | 1821年8月10日 – 1831年3月4日 | アダムス党 | デイヴィッド・バートン | 1 |
| 1 | トマス・ベントン | ジャクソン党 | 1821年8月10日 – 1851年3月4日 | 1827年再選 | 2 | 21                                                         | 2 | 1825年再選 再選に失敗 | 1821年8月10日 – 1831年3月4日 | 反 ジャクソン党 | デイヴィッド・バートン | 1 |
| 1 | トマス・ベントン | ジャクソン党 | 1821年8月10日 – 1851年3月4日 | 1827年再選 | 2 | 22                                                         | 3 | 1830年選出 死去 | 1831年3月4日 – 1833年6月6日 | ジャクソン党 | アレグザンダー・バックナー | 2 |
| 1 | トマス・ベントン | ジャクソン党 | 1821年8月10日 – 1851年3月4日 | 1833年再選 | 3 | 23                                                         | 3 | 1830年選出 死去 | 1831年3月4日 – 1833年6月6日 | ジャクソン党 | アレグザンダー・バックナー | 2 |
| 1 | トマス・ベントン | ジャクソン党 | 1821年8月10日 – 1851年3月4日 | 1833年再選 | 3 | 23                                                         | 3 | | 1833年6月6日 – 1833年10月25日 | 空席 | 空席 | 空席 |
| 1 | トマス・ベントン | ジャクソン党 | 1821年8月10日 – 1851年3月4日 | 1833年再選 | 3 | 23                                                         | 3 | バックナーの任期を引き継ぐため任命 バックナーの任期を満了するため選出 | 1833年10月25日 – 1843年10月3日 | ジャクソン党 | ルイス・F・リン | 3 |
| 1 | トマス・ベントン | ジャクソン党 | 1821年8月10日 – 1851年3月4日 | 1833年再選 | 3 | 24                                                         | 3 | バックナーの任期を引き継ぐため任命 バックナーの任期を満了するため選出 | 1833年10月25日 – 1843年10月3日 | ジャクソン党 | ルイス・F・リン | 3 |
| 1 | トマス・ベントン | 民主党 | 1821年8月10日 – 1851年3月4日 | 1833年再選 | 3 | 25                                                         | 4 | 1836年再選 | 1833年10月25日 – 1843年10月3日 | 民主党 | ルイス・F・リン | 3 |
| 1 | トマス・ベントン | 民主党 | 1821年8月10日 – 1851年3月4日 | 1839年再選 | 4 | 26                                                         | 4 | 1836年再選 | 1833年10月25日 – 1843年10月3日 | 民主党 | ルイス・F・リン | 3 |
| 1 | トマス・ベントン | 民主党 | 1821年8月10日 – 1851年3月4日 | 1839年再選 | 4 | 27                                                         | 4 | 1836年再選 | 1833年10月25日 – 1843年10月3日 | 民主党 | ルイス・F・リン | 3 |
| 1 | トマス・ベントン | 民主党 | 1821年8月10日 – 1851年3月4日 | 1839年再選 | 4 | 28                                                         | 5 | 1842年再選 死去 | 1833年10月25日 – 1843年10月3日 | 民主党 | ルイス・F・リン | 3 |
| 1 | トマス・ベントン | 民主党 | 1821年8月10日 – 1851年3月4日 | 1839年再選 | 4 | 28                                                         | 5 | | 1843年10月3日 – 1843年10月14日 | 空席 | 空席 | 空席 |
| 1 | トマス・ベントン | 民主党 | 1821年8月10日 – 1851年3月4日 | 1839年再選 | 4 | 28                                                         | 5 | リンの任期を引き継ぐため任命 リンの任期を満了するため選出 | 1843年10月14日 – 1855年3月4日 | 民主党 | デイヴィッド・ライス・アッチソン | 4 |
| 1 | トマス・ベントン | 民主党 | 1821年8月10日 – 1851年3月4日 | 1845年再選 再選に失敗 | 5 | 29                                                         | 5 | リンの任期を引き継ぐため任命 リンの任期を満了するため選出 | 1843年10月14日 – 1855年3月4日 | 民主党 | デイヴィッド・ライス・アッチソン | 4 |
| 1 | トマス・ベントン | 民主党 | 1821年8月10日 – 1851年3月4日 | 1845年再選 再選に失敗 | 5 | 30                                                         | 5 | リンの任期を引き継ぐため任命 リンの任期を満了するため選出 | 1843年10月14日 – 1855年3月4日 | 民主党 | デイヴィッド・ライス・アッチソン | 4 |
| 1 | トマス・ベントン | 民主党 | 1821年8月10日 – 1851年3月4日 | 1845年再選 再選に失敗 | 5 | 31                                                         | 6 | 1849年再選 再選に失敗 | 1843年10月14日 – 1855年3月4日 | 民主党 | デイヴィッド・ライス・アッチソン | 4 |
| 2 | ヘンリー・S・ゲイアー | ホイッグ党 | 1851年3月4日 – 1857年3月4日 | 1851年選出 引退 | 6 | 32                                                         | 6 | 1849年再選 再選に失敗 | 1843年10月14日 – 1855年3月4日 | 民主党 | デイヴィッド・ライス・アッチソン | 4 |
| 2 | ヘンリー・S・ゲイアー | ホイッグ党 | 1851年3月4日 – 1857年3月4日 | 1851年選出 引退 | 6 | 33                                                         | 6 | 1849年再選 再選に失敗 | 1843年10月14日 – 1855年3月4日 | 民主党 | デイヴィッド・ライス・アッチソン | 4 |
| 2 | ヘンリー・S・ゲイアー | ホイッグ党 | 1851年3月4日 – 1857年3月4日 | 1851年選出 引退 | 6 | 34                                                         | 7 | 州議会が選出に失敗 | 1855年3月4日 – 1857年1月12日 | 空席 | 空席 | 空席 |
| 2 | ヘンリー・S・ゲイアー | ホイッグ党 | 1851年3月4日 – 1857年3月4日 | 1851年選出 引退 | 6 | 34                                                         | 7 | 1857年選出 | 1857年1月12日 – 1861年3月4日 | 民主党 | ジェイムズ・S・グリーン | 5 |
| 3 | トゥルステン・ポーク | 民主党 | 1857年3月4日 – 1862年1月10日 | 1857年選出 南北戦争でアメリカ連合国を支援したため罷免 | 7 | 35                                                         | 7 | 1857年選出 | 1857年1月12日 – 1861年3月4日 | 民主党 | ジェイムズ・S・グリーン | 5 |
| 3 | トゥルステン・ポーク | 民主党 | 1857年3月4日 – 1862年1月10日 | 1857年選出 南北戦争でアメリカ連合国を支援したため罷免 | 7 | 36                                                         | 7 | 1857年選出 | 1857年1月12日 – 1861年3月4日 | 民主党 | ジェイムズ・S・グリーン | 5 |
| 3 | トゥルステン・ポーク | 民主党 | 1857年3月4日 – 1862年1月10日 | 1857年選出 南北戦争でアメリカ連合国を支援したため罷免 | 7 | 37                                                         | 8 | | 1861年3月4日 – 1861年3月17日 | 空席 | 空席 | 空席 |
| 3 | トゥルステン・ポーク | 民主党 | 1857年3月4日 – 1862年1月10日 | 1857年選出 南北戦争でアメリカ連合国を支援したため罷免 | 7 | 37                                                         | 8 | 1861選出 南北戦争においてアメリカ連合国を支援したため罷免 | 1861年3月17日 – 1862年1月10日 | 民主党 | ウォルド・P・ジョンソン | 6 |
| 空席 | 空席 | 空席 | 1862年1月10日 – 1862年1月17日 | | 7 | 37                                                         | 8 | | 1862年1月10日 – 1862年1月17日 | 空席 | 空席 | 空席 |
| 4 | ジョン・B・ヘンダーソン | 統一党 | 1862年1月17日 – 1869年3月4日 | ポークの任期を満了するため任命 | 7 | 37                                                         | 8 | ジョンソンの任期を引き継ぐため任命 後継の議員資格取得 | 1862年1月17日 – 1863年11月13日 | 統一党 | ロバート・ウィルソン | 7 |
| 4 | ジョン・B・ヘンダーソン | 無条件の統一党 | 1862年1月17日 – 1869年3月4日 | 1862年選出 引退 | 8 | 38                                                         | 8 | ジョンソンの任期を引き継ぐため任命 後継の議員資格取得 | 1862年1月17日 – 1863年11月13日 | 無条件の統一党 | ロバート・ウィルソン | 7 |
| 4 | ジョン・B・ヘンダーソン | 無条件の統一党 | 1862年1月17日 – 1869年3月4日 | 1862年選出 引退 | 8 | 38                                                         | 8 | ジョンソンの任期を満了するため選出 病気のため引退 | 1863年11月13日 – 1867年3月4日 | 無条件の統一党 | B・グラッツ・ブラウン | 8 |
| 4 | ジョン・B・ヘンダーソン | 共和党 | 1862年1月17日 – 1869年3月4日 | 1862年選出 引退 | 8 | 39                                                         | 8 | ジョンソンの任期を満了するため選出 病気のため引退 | 1863年11月13日 – 1867年3月4日 | 共和党 | B・グラッツ・ブラウン | 8 |
| 4 | ジョン・B・ヘンダーソン | 共和党 | 1862年1月17日 – 1869年3月4日 | 1862年選出 引退 | 8 | 40                                                         | 9 | 1866年 or 1867年選出 連邦請求裁判所長官就任のため辞職 | 1867年3月4日 – 1870年12月19日 | 共和党 | チャールズ・D・ドレイク | 9 |
| 5 | カール・シュルツ | 共和党 | 1869年3月4日 – 1875年3月4日 | 1868年選出 引退 | 9 | 41                                                         | 9 | 1866年 or 1867年選出 連邦請求裁判所長官就任のため辞職 | 1867年3月4日 – 1870年12月19日 | 共和党 | チャールズ・D・ドレイク | 9 |
| 5 | カール・シュルツ | 共和党 | 1869年3月4日 – 1875年3月4日 | 1868年選出 引退 | 9 | 41                                                         | 9 | ドレイクの任期を引き継ぐため任命 後継選出時に引退 | 1870年12月19日 – 1871年1月20日 | 共和党 | ダニエル・T・ジューエット | 10 |
| 5 | カール・シュルツ | 共和党 | 1869年3月4日 – 1875年3月4日 | 1868年選出 引退 | 9 | 41                                                         | 9 | ドレイクの任期を満了するため選出 再選に失敗 | 1871年1月20日 – 1873年3月4日 | 民主党 | フランシス・ブレア | 11 |
| 5 | カール・シュルツ | 共和党 | 1869年3月4日 – 1875年3月4日 | 1868年選出 引退 | 9 | 42                                                         | 9 | ドレイクの任期を満了するため選出 再選に失敗 | 1871年1月20日 – 1873年3月4日 | 民主党 | フランシス・ブレア | 11 |
| 5 | カール・シュルツ | 共和党 | 1869年3月4日 – 1875年3月4日 | 1868年選出 引退 | 9 | 43                                                         | 10 | 1872年 or 1873年選出 死去 | 1873年3月4日 – 1877年9月20日 | 民主党 | ルイス・V・ボウギー | 12 |
| 6 | フランシス・コックレル | 民主党 | 1875年3月4日 – 1905年3月4日 | 1874年選出 | 10 | 44                                                         | 10 | 1872年 or 1873年選出 死去 | 1873年3月4日 – 1877年9月20日 | 民主党 | ルイス・V・ボウギー | 12 |
| 6 | フランシス・コックレル | 民主党 | 1875年3月4日 – 1905年3月4日 | 1874年選出 | 10 | 45                                                         | 10 | 1872年 or 1873年選出 死去 | 1873年3月4日 – 1877年9月20日 | 民主党 | ルイス・V・ボウギー | 12 |
| 6 | フランシス・コックレル | 民主党 | 1875年3月4日 – 1905年3月4日 | 1874年選出 | 10 |                                                            | 10 | 1877年9月20日 – 1877年9月29日 | 空席 | 空席 | 空席 | |
| 6 | フランシス・コックレル | 民主党 | 1875年3月4日 – 1905年3月4日 | 1874年選出 | 10 | ボウギーの任期を引き継ぐため任命 引退                      | 10 | 1877年9月29日 – 1879年1月26日 | 民主党 | デイヴィッド・H・アームストロング | 13 | |
| 6 | フランシス・コックレル | 民主党 | 1875年3月4日 – 1905年3月4日 | 1874年選出 | 10 | ボウギーの任期を満了するため選出 引退                      | 10 | 1879年1月27日 – 1879年3月4日 | 民主党 | ジェイムズ・シールズ | 14 | |
| 6 | フランシス・コックレル | 民主党 | 1875年3月4日 – 1905年3月4日 | 1874年選出 | 10 | 46                                                         | 11 | 1879年選出 | 1879年3月4日 – 1903年3月4日 | 民主党 | ジョージ・G・ヴェスト | 15 |
| 6 | フランシス・コックレル | 民主党 | 1875年3月4日 – 1905年3月4日 | 1881年再選 | 11 | 47                                                         | 11 | 1879年選出 | 1879年3月4日 – 1903年3月4日 | 民主党 | ジョージ・G・ヴェスト | 15 |
| 6 | フランシス・コックレル | 民主党 | 1875年3月4日 – 1905年3月4日 | 1881年再選 | 11 | 48                                                         | 11 | 1879年選出 | 1879年3月4日 – 1903年3月4日 | 民主党 | ジョージ・G・ヴェスト | 15 |
| 6 | フランシス・コックレル | 民主党 | 1875年3月4日 – 1905年3月4日 | 1881年再選 | 11 | 49                                                         | 12 | 1885年再選 | 1879年3月4日 – 1903年3月4日 | 民主党 | ジョージ・G・ヴェスト | 15 |
| 6 | フランシス・コックレル | 民主党 | 1875年3月4日 – 1905年3月4日 | 1887年1月19日再選 | 12 | 50                                                         | 12 | 1885年再選 | 1879年3月4日 – 1903年3月4日 | 民主党 | ジョージ・G・ヴェスト | 15 |
| 6 | フランシス・コックレル | 民主党 | 1875年3月4日 – 1905年3月4日 | 1887年1月19日再選 | 12 | 51                                                         | 12 | 1885年再選 | 1879年3月4日 – 1903年3月4日 | 民主党 | ジョージ・G・ヴェスト | 15 |
| 6 | フランシス・コックレル | 民主党 | 1875年3月4日 – 1905年3月4日 | 1887年1月19日再選 | 12 | 52                                                         | 13 | 1891年再選 | 1879年3月4日 – 1903年3月4日 | 民主党 | ジョージ・G・ヴェスト | 15 |
| 6 | フランシス・コックレル | 民主党 | 1875年3月4日 – 1905年3月4日 | 1893年1月18日再選 | 13 | 53                                                         | 13 | 1891年再選 | 1879年3月4日 – 1903年3月4日 | 民主党 | ジョージ・G・ヴェスト | 15 |
| 6 | フランシス・コックレル | 民主党 | 1875年3月4日 – 1905年3月4日 | 1893年1月18日再選 | 13 | 54                                                         | 13 | 1891年再選 | 1879年3月4日 – 1903年3月4日 | 民主党 | ジョージ・G・ヴェスト | 15 |
| 6 | フランシス・コックレル | 民主党 | 1875年3月4日 – 1905年3月4日 | 1893年1月18日再選 | 13 | 55                                                         | 14 | 1897年再選 引退 | 1879年3月4日 – 1903年3月4日 | 民主党 | ジョージ・G・ヴェスト | 15 |
| 6 | フランシス・コックレル | 民主党 | 1875年3月4日 – 1905年3月4日 | 1899年1月19日再選 Lost re-election. | 14 | 56                                                         | 14 | 1897年再選 引退 | 1879年3月4日 – 1903年3月4日 | 民主党 | ジョージ・G・ヴェスト | 15 |
| 6 | フランシス・コックレル | 民主党 | 1875年3月4日 – 1905年3月4日 | 1899年1月19日再選 Lost re-election. | 14 | 57                                                         | 14 | 1897年再選 引退 | 1879年3月4日 – 1903年3月4日 | 民主党 | ジョージ・G・ヴェスト | 15 |
| 6 | フランシス・コックレル | 民主党 | 1875年3月4日 – 1905年3月4日 | 1899年1月19日再選 Lost re-election. | 14 | 58                                                         | 15 | 1903年1月20日選出 | 1903年3月4日 – 1918年4月14日 | 民主党 | ウィリアム・J・ストーン | 16 |
| 空席 | 空席 | 空席 | 1905年3月4日 – 1905年3月18日 | | 15 | 59                                                         | 15 | 1903年1月20日選出 | 1903年3月4日 – 1918年4月14日 | 民主党 | ウィリアム・J・ストーン | 16 |
| 7 | ウィリアム・ワーナー | 共和党 | 1905年3月18日 – 1911年3月4日 | 1905年選出 引退 | 15 | 59                                                         | 15 | 1903年1月20日選出 | 1903年3月4日 – 1918年4月14日 | 民主党 | ウィリアム・J・ストーン | 16 |
| 7 | ウィリアム・ワーナー | 共和党 | 1905年3月18日 – 1911年3月4日 | 1905年選出 引退 | 15 | 60                                                         | 15 | 1903年1月20日選出 | 1903年3月4日 – 1918年4月14日 | 民主党 | ウィリアム・J・ストーン | 16 |
| 7 | ウィリアム・ワーナー | 共和党 | 1905年3月18日 – 1911年3月4日 | 1905年選出 引退 | 15 | 61                                                         | 16 | 1909年1月20日再選 | 1903年3月4日 – 1918年4月14日 | 民主党 | ウィリアム・J・ストーン | 16 |
| 8 | ジェイムズ・A・リード | 民主党 | 1911年3月4日 – 1929年3月4日 | 1910年選出 | 16 | 62                                                         | 16 | 1909年1月20日再選 | 1903年3月4日 – 1918年4月14日 | 民主党 | ウィリアム・J・ストーン | 16 |
| 8 | ジェイムズ・A・リード | 民主党 | 1911年3月4日 – 1929年3月4日 | 1910年選出 | 16 | 63                                                         | 16 | 1909年1月20日再選 | 1903年3月4日 – 1918年4月14日 | 民主党 | ウィリアム・J・ストーン | 16 |
| 8 | ジェイムズ・A・リード | 民主党 | 1911年3月4日 – 1929年3月4日 | 1910年選出 | 16 | 64                                                         | 17 | 1914年再選 死去 | 1903年3月4日 – 1918年4月14日 | 民主党 | ウィリアム・J・ストーン | 16 |
| 8 | ジェイムズ・A・リード | 民主党 | 1911年3月4日 – 1929年3月4日 | 1916年再選 | 17 | 65                                                         | 17 | 1914年再選 死去 | 1903年3月4日 – 1918年4月14日 | 民主党 | ウィリアム・J・ストーン | 16 |
| 8 | ジェイムズ・A・リード | 民主党 | 1911年3月4日 – 1929年3月4日 | 1916年再選 | 17 | 65                                                         | 17 | | 1918年4月14日 – 1918年4月30日 | 空席 | 空席 | 空席 |
| 8 | ジェイムズ・A・リード | 民主党 | 1911年3月4日 – 1929年3月4日 | 1916年再選 | 17 | 65                                                         | 17 | ストーンの任期を引き継ぐため任命 補欠選挙に敗北 | 1918年4月30日 – 1918年11月5日 | 民主党 | ゼノフォン・P・フィルフリー | 17 |
| 8 | ジェイムズ・A・リード | 民主党 | 1911年3月4日 – 1929年3月4日 | 1916年再選 | 17 | 65                                                         | 17 | 1918年11月5日ストーンの任期を満了するため選出 | 1918年11月6日 – 1925年5月16日 | 共和党 | セルデン・P・スペンサー | 18 |
| 8 | ジェイムズ・A・リード | 民主党 | 1911年3月4日 – 1929年3月4日 | 1916年再選 | 17 | 66                                                         | 17 | 1918年11月5日ストーンの任期を満了するため選出 | 1918年11月6日 – 1925年5月16日 | 共和党 | セルデン・P・スペンサー | 18 |
| 8 | ジェイムズ・A・リード | 民主党 | 1911年3月4日 – 1929年3月4日 | 1916年再選 | 17 | 67                                                         | 18 | 1920年再選 死去 | 1918年11月6日 – 1925年5月16日 | 共和党 | セルデン・P・スペンサー | 18 |
| 8 | ジェイムズ・A・リード | 民主党 | 1911年3月4日 – 1929年3月4日 | 1922年再選 引退 | 18 | 68                                                         | 18 | 1920年再選 死去 | 1918年11月6日 – 1925年5月16日 | 共和党 | セルデン・P・スペンサー | 18 |
| 8 | ジェイムズ・A・リード | 民主党 | 1911年3月4日 – 1929年3月4日 | 1922年再選 引退 | 18 | 69                                                         | 18 | 1920年再選 死去 | 1918年11月6日 – 1925年5月16日 | 共和党 | セルデン・P・スペンサー | 18 |
| 8 | ジェイムズ・A・リード | 民主党 | 1911年3月4日 – 1929年3月4日 | 1922年再選 引退 | 18 |                                                            | 18 | 1925年5月16日 – 1925年5月25日 | 空席 | 空席 | 空席 | |
| 8 | ジェイムズ・A・リード | 民主党 | 1911年3月4日 – 1929年3月4日 | 1922年再選 引退 | 18 | スペンサーの任期を引き継ぐため任命 補欠選挙で敗北          | 18 | 1925年5月25日 – 1926年12月5日 | 共和党 | ジョージ・H・ウィリアムズ | 19 | |
| 8 | ジェイムズ・A・リード | 民主党 | 1911年3月4日 – 1929年3月4日 | 1922年再選 引退 | 18 | スペンサーの任期を満了するため選出                         | 18 | 1926年12月6日 – 1933年2月3日 | 民主党 | ハリー・B・ホーズ | 20 | |
| 8 | ジェイムズ・A・リード | 民主党 | 1911年3月4日 – 1929年3月4日 | 1922年再選 引退 | 18 | 70                                                         | 19 | 1926年12月6日 – 1933年2月3日 | 民主党 | ハリー・B・ホーズ | 20 | 1926年再選 引退,早期に辞職 |
| 9 | ラスコウ・C・パターソン | 共和党 | 1929年3月4日 – 1935年1月3日 | 1928年選出 再選に失敗 | 19 | 71                                                         | 19 | 1926年12月6日 – 1933年2月3日 | 民主党 | ハリー・B・ホーズ | 20 | 1926年再選 引退,早期に辞職 |
| 9 | ラスコウ・C・パターソン | 共和党 | 1929年3月4日 – 1935年1月3日 | 1928年選出 再選に失敗 | 19 | 72                                                         | 19 | 1926年12月6日 – 1933年2月3日 | 民主党 | ハリー・B・ホーズ | 20 | 1926年再選 引退,早期に辞職 |
| 9 | ラスコウ・C・パターソン | 共和党 | 1929年3月4日 – 1935年1月3日 | 1928年選出 再選に失敗 | 19 | ホーズの任期を満了するため任命。任命時、次の任期に選出済。 | 19 | 1933年2月3日 – 1945年1月3日 | 民主党 | ジョエル・B・クラーク | 21 | |
| 9 | ラスコウ・C・パターソン | 共和党 | 1929年3月4日 – 1935年1月3日 | 1928年選出 再選に失敗 | 19 | 73                                                         | 20 | 1933年2月3日 – 1945年1月3日 | 民主党 | ジョエル・B・クラーク | 21 | 1932年選出 |
| 10 | ハリー・S・トルーマン | 民主党 | 1935年1月3日 – 1945年1月17日 | 1934年選出 | 20 | 74                                                         | 20 | 1933年2月3日 – 1945年1月3日 | 民主党 | ジョエル・B・クラーク | 21 | 1932年選出 |
| 10 | ハリー・S・トルーマン | 民主党 | 1935年1月3日 – 1945年1月17日 | 1934年選出 | 20 | 75                                                         | 20 | 1933年2月3日 – 1945年1月3日 | 民主党 | ジョエル・B・クラーク | 21 | 1932年選出 |
| 10 | ハリー・S・トルーマン | 民主党 | 1935年1月3日 – 1945年1月17日 | 1934年選出 | 20 | 76                                                         | 21 | 1933年2月3日 – 1945年1月3日 | 民主党 | ジョエル・B・クラーク | 21 | 1938年再選 再指名に失敗 |
| 10 | ハリー・S・トルーマン | 民主党 | 1935年1月3日 – 1945年1月17日 | 1940年再選 副大統領就任のため辞職 | 21 | 77                                                         | 21 | 1933年2月3日 – 1945年1月3日 | 民主党 | ジョエル・B・クラーク | 21 | 1938年再選 再指名に失敗 |
| 10 | ハリー・S・トルーマン | 民主党 | 1935年1月3日 – 1945年1月17日 | 1940年再選 副大統領就任のため辞職 | 21 | 78                                                         | 21 | 1933年2月3日 – 1945年1月3日 | 民主党 | ジョエル・B・クラーク | 21 | 1938年再選 再指名に失敗 |
| 10 | ハリー・S・トルーマン | 民主党 | 1935年1月3日 – 1945年1月17日 | 1940年再選 副大統領就任のため辞職 | 21 | 79                                                         | 22 | 1944年選出 再選に失敗 | 1945年1月3日 – 1951年1月3日 | 共和党 | フォレスト・C・ダネル | 22 |
| 11 | フランク・P・ブリッグズ | 民主党 | 1945年1月18日 – 1947年1月3日 | トルーマンの任期を満了するため任命 再選に失敗 | 21 | 79                                                         | 22 | 1944年選出 再選に失敗 | 1945年1月3日 – 1951年1月3日 | 共和党 | フォレスト・C・ダネル | 22 |
| 12 | ジェイムズ・P・ケン | 共和党 | 1947年1月3日 – 1953年1月3日 | 1946年選出 再選に失敗 | 22 | 80                                                         | 22 | 1944年選出 再選に失敗 | 1945年1月3日 – 1951年1月3日 | 共和党 | フォレスト・C・ダネル | 22 |
| 12 | ジェイムズ・P・ケン | 共和党 | 1947年1月3日 – 1953年1月3日 | 1946年選出 再選に失敗 | 22 | 81                                                         | 22 | 1944年選出 再選に失敗 | 1945年1月3日 – 1951年1月3日 | 共和党 | フォレスト・C・ダネル | 22 |
| 12 | ジェイムズ・P・ケン | 共和党 | 1947年1月3日 – 1953年1月3日 | 1946年選出 再選に失敗 | 22 | 82                                                         | 23 | 1950年選出 | 1951年1月3日 – 1960年9月13日 | 民主党 | トマス・C・ヘニングズ・ジュニア | 23 |
| 13 | スチュアート・サイミントン | 民主党 | 1953年1月3日 – 1976年12月27日 | 1952年選出 | 23 | 83                                                         | 23 | 1950年選出 | 1951年1月3日 – 1960年9月13日 | 民主党 | トマス・C・ヘニングズ・ジュニア | 23 |
| 13 | スチュアート・サイミントン | 民主党 | 1953年1月3日 – 1976年12月27日 | 1952年選出 | 23 | 84                                                         | 23 | 1950年選出 | 1951年1月3日 – 1960年9月13日 | 民主党 | トマス・C・ヘニングズ・ジュニア | 23 |
| 13 | スチュアート・サイミントン | 民主党 | 1953年1月3日 – 1976年12月27日 | 1952年選出 | 23 | 85                                                         | 24 | 1956年再選 死去 | 1951年1月3日 – 1960年9月13日 | 民主党 | トマス・C・ヘニングズ・ジュニア | 23 |
| 13 | スチュアート・サイミントン | 民主党 | 1953年1月3日 – 1976年12月27日 | 1958年選出 | 24 | 86                                                         | 24 | 1956年再選 死去 | 1951年1月3日 – 1960年9月13日 | 民主党 | トマス・C・ヘニングズ・ジュニア | 23 |
| 13 | スチュアート・サイミントン | 民主党 | 1953年1月3日 – 1976年12月27日 | 1958年選出 | 24 | 86                                                         | 24 | | 1960年9月13日 – 1960年9月23日 | 空席 | 空席 | 空席 |
| 13 | スチュアート・サイミントン | 民主党 | 1953年1月3日 – 1976年12月27日 | 1958年選出 | 24 | 86                                                         | 24 | ヘニングズの任期を満了するため任命 ヘニングズの任期を満了するため選出 | 1960年9月23日 – 1968年12月27日 | 民主党 | エドワード・V・ロング | 24 |
| 13 | スチュアート・サイミントン | 民主党 | 1953年1月3日 – 1976年12月27日 | 1958年選出 | 24 | 87                                                         | 24 | ヘニングズの任期を満了するため任命 ヘニングズの任期を満了するため選出 | 1960年9月23日 – 1968年12月27日 | 民主党 | エドワード・V・ロング | 24 |
| 13 | スチュアート・サイミントン | 民主党 | 1953年1月3日 – 1976年12月27日 | 1958年選出 | 24 | 88                                                         | 25 | 1962年再選 再指名に失敗,早期に辞職 | 1960年9月23日 – 1968年12月27日 | 民主党 | エドワード・V・ロング | 24 |
| 13 | スチュアート・サイミントン | 民主党 | 1953年1月3日 – 1976年12月27日 | 1964年選出 | 25 | 89                                                         | 25 | 1962年再選 再指名に失敗,早期に辞職 | 1960年9月23日 – 1968年12月27日 | 民主党 | エドワード・V・ロング | 24 |
| 13 | スチュアート・サイミントン | 民主党 | 1953年1月3日 – 1976年12月27日 | 1964年選出 | 25 | 90                                                         | 25 | 1962年再選 再指名に失敗,早期に辞職 | 1960年9月23日 – 1968年12月27日 | 民主党 | エドワード・V・ロング | 24 |
| 13 | スチュアート・サイミントン | 民主党 | 1953年1月3日 – 1976年12月27日 | 1964年選出 | 25 | ロングの任期を満了するため任命。任命時、次の任期に選出済   | 25 | 1968年12月28日 – 1987年1月3日 | 民主党 | トマス・イーグルトン | 25 | |
| 13 | スチュアート・サイミントン | 民主党 | 1953年1月3日 – 1976年12月27日 | 1964年選出 | 25 | 91                                                         | 26 | 1968年12月28日 – 1987年1月3日 | 民主党 | トマス・イーグルトン | 25 | 1968年選出 |
| 13 | スチュアート・サイミントン | 民主党 | 1953年1月3日 – 1976年12月27日 | 1970選出 引退,後継者に議席を譲るため早期に辞職 | 26 | 92                                                         | 26 | 1968年12月28日 – 1987年1月3日 | 民主党 | トマス・イーグルトン | 25 | 1968年選出 |
| 13 | スチュアート・サイミントン | 民主党 | 1953年1月3日 – 1976年12月27日 | 1970選出 引退,後継者に議席を譲るため早期に辞職 | 26 | 93                                                         | 26 | 1968年12月28日 – 1987年1月3日 | 民主党 | トマス・イーグルトン | 25 | 1968年選出 |
| 13 | スチュアート・サイミントン | 民主党 | 1953年1月3日 – 1976年12月27日 | 1970選出 引退,後継者に議席を譲るため早期に辞職 | 26 | 94                                                         | 27 | 1968年12月28日 – 1987年1月3日 | 民主党 | トマス・イーグルトン | 25 | 1974年再選 |
| 14 | ジョン・ダンフォース | 共和党 | 1976年12月27日 – 1995年1月3日 | サイミントンの任期を満了するため任命。任命時、次の任期に選出済。 | 26 | 94                                                         | 27 | 1968年12月28日 – 1987年1月3日 | 民主党 | トマス・イーグルトン | 25 | 1974年再選 |
| 14 | ジョン・ダンフォース | 共和党 | 1976年12月27日 – 1995年1月3日 | 1976年選出 | 27 | 95                                                         | 27 | 1968年12月28日 – 1987年1月3日 | 民主党 | トマス・イーグルトン | 25 | 1974年再選 |
| 14 | ジョン・ダンフォース | 共和党 | 1976年12月27日 – 1995年1月3日 | 1976年選出 | 27 | 96                                                         | 27 | 1968年12月28日 – 1987年1月3日 | 民主党 | トマス・イーグルトン | 25 | 1974年再選 |
| 14 | ジョン・ダンフォース | 共和党 | 1976年12月27日 – 1995年1月3日 | 1976年選出 | 27 | 97                                                         | 28 | 1968年12月28日 – 1987年1月3日 | 民主党 | トマス・イーグルトン | 25 | 1980年再選 引退 |
| 14 | ジョン・ダンフォース | 共和党 | 1976年12月27日 – 1995年1月3日 | 1982年再選 引退 | 28 | 98                                                         | 28 | 1968年12月28日 – 1987年1月3日 | 民主党 | トマス・イーグルトン | 25 | 1980年再選 引退 |
| 14 | ジョン・ダンフォース | 共和党 | 1976年12月27日 – 1995年1月3日 | 1982年再選 引退 | 28 | 99                                                         | 28 | 1968年12月28日 – 1987年1月3日 | 民主党 | トマス・イーグルトン | 25 | 1980年再選 引退 |
| 14 | ジョン・ダンフォース | 共和党 | 1976年12月27日 – 1995年1月3日 | 1982年再選 引退 | 28 | 100                                                        | 29 | 1986年選出 | 1987年1月3日 – 2011年1月3日 | 共和党 | キット・ボンド | 26 |
| 14 | ジョン・ダンフォース | 共和党 | 1976年12月27日 – 1995年1月3日 | 1988年再選 引退 | 29 | 101                                                        | 29 | 1986年選出 | 1987年1月3日 – 2011年1月3日 | 共和党 | キット・ボンド | 26 |
| 14 | ジョン・ダンフォース | 共和党 | 1976年12月27日 – 1995年1月3日 | 1988年再選 引退 | 29 | 102                                                        | 29 | 1986年選出 | 1987年1月3日 – 2011年1月3日 | 共和党 | キット・ボンド | 26 |
| 14 | ジョン・ダンフォース | 共和党 | 1976年12月27日 – 1995年1月3日 | 1988年再選 引退 | 29 | 103                                                        | 30 | 1992年再選 | 1987年1月3日 – 2011年1月3日 | 共和党 | キット・ボンド | 26 |
| 15 | ジョン・アシュクロフト | 共和党 | 1995年1月3日 – 2001年1月3日 | 1994年選出 再選に失敗 | 30 | 104                                                        | 30 | 1992年再選 | 1987年1月3日 – 2011年1月3日 | 共和党 | キット・ボンド | 26 |
| 15 | ジョン・アシュクロフト | 共和党 | 1995年1月3日 – 2001年1月3日 | 1994年選出 再選に失敗 | 30 | 105                                                        | 30 | 1992年再選 | 1987年1月3日 – 2011年1月3日 | 共和党 | キット・ボンド | 26 |
| 15 | ジョン・アシュクロフト | 共和党 | 1995年1月3日 – 2001年1月3日 | 1994年選出 再選に失敗 | 30 | 106                                                        | 31 | 1998年再選 | 1987年1月3日 – 2011年1月3日 | 共和党 | キット・ボンド | 26 |
| 16 | ジーン・カーナハン | 民主党 | 2001年1月3日 – 2002年11月25日 | 次期上院議員メル・カーナハンの任期を開始するため任命 補欠選挙で敗北 | 31 | 107                                                        | 31 | 1998年再選 | 1987年1月3日 – 2011年1月3日 | 共和党 | キット・ボンド | 26 |
| 17 | ジム・タレント | 共和党 | 2002年11月25日 – 2007年1月3日 | 次期上院議員メル・カーナハンの任期を満了するため選出 再選に失敗 | 31 | 107                                                        | 31 | 1998年再選 | 1987年1月3日 – 2011年1月3日 | 共和党 | キット・ボンド | 26 |
| 17 | ジム・タレント | 共和党 | 2002年11月25日 – 2007年1月3日 | 次期上院議員メル・カーナハンの任期を満了するため選出 再選に失敗 | 31 | 108                                                        | 31 | 1998年再選 | 1987年1月3日 – 2011年1月3日 | 共和党 | キット・ボンド | 26 |
| 17 | ジム・タレント | 共和党 | 2002年11月25日 – 2007年1月3日 | 次期上院議員メル・カーナハンの任期を満了するため選出 再選に失敗 | 31 | 109                                                        | 32 | 2004年再選 引退 | 1987年1月3日 – 2011年1月3日 | 共和党 | キット・ボンド | 26 |
| 18 | クレア・マカスクル | 民主党 | 2007年1月3日 – 2019年1月3日 | 2006年選出 | 32 | 110                                                        | 32 | 2004年再選 引退 | 1987年1月3日 – 2011年1月3日 | 共和党 | キット・ボンド | 26 |
| 18 | クレア・マカスクル | 民主党 | 2007年1月3日 – 2019年1月3日 | 2006年選出 | 32 | 111                                                        | 32 | 2004年再選 引退 | 1987年1月3日 – 2011年1月3日 | 共和党 | キット・ボンド | 26 |
| 18 | クレア・マカスクル | 民主党 | 2007年1月3日 – 2019年1月3日 | 2006年選出 | 32 | 112                                                        | 33 | 2010年選出 | 2011年1月3日 – 2023年1月3日 | 共和党 | ロイ・ブラント | 27 |
| 18 | クレア・マカスクル | 民主党 | 2007年1月3日 – 2019年1月3日 | 2012年再選 再選に失敗 | 33 | 113                                                        | 33 | 2010年選出 | 2011年1月3日 – 2023年1月3日 | 共和党 | ロイ・ブラント | 27 |
| 18 | クレア・マカスクル | 民主党 | 2007年1月3日 – 2019年1月3日 | 2012年再選 再選に失敗 | 33 | 114                                                        | 33 | 2010年選出 | 2011年1月3日 – 2023年1月3日 | 共和党 | ロイ・ブラント | 27 |
| 18 | クレア・マカスクル | 民主党 | 2007年1月3日 – 2019年1月3日 | 2012年再選 再選に失敗 | 33 | 115                                                        | 34 | 2016年再選引退 | 2011年1月3日 – 2023年1月3日 | 共和党 | ロイ・ブラント | 27 |
| 19 | ジョシュ・ホーリー | 共和党 | 2019年1月3日 – 現職 | 2018年選出 | 34 | 116                                                        | 34 | 2016年再選引退 | 2011年1月3日 – 2023年1月3日 | 共和党 | ロイ・ブラント | 27 |
| 19 | ジョシュ・ホーリー | 共和党 | 2019年1月3日 – 現職 | 2018年選出 | 34 | 117                                                        | 34 | 2016年再選引退 | 2011年1月3日 – 2023年1月3日 | 共和党 | ロイ・ブラント | 27 |
| 19 | ジョシュ・ホーリー | 共和党 | 2019年1月3日 – 現職 | 2018年選出 | 34 | 118                                                        | 35 | 2022年選出 | 2023年1月3日 – 現職 | 共和党 | エリック・シュミット | 28 |
| 19 | ジョシュ・ホーリー | 共和党 | 2019年1月3日 – 現職 | 2024年再選 | 35 | 119                                                        | 35 | 2022年選出 | 2023年1月3日 – 現職 | 共和党 | エリック・シュミット | 28 |
| 19 | ジョシュ・ホーリー | 共和党 | 2019年1月3日 – 現職 | 2024年再選 | 35 | 120                                                        | 35 | 2022年選出 | 2023年1月3日 – 現職 | 共和党 | エリック・シュミット | 28 |
| 19 | ジョシュ・ホーリー | 共和党 | 2019年1月3日 – 現職 | 2024年再選 | 35 | 121                                                        | 36 | 2028年改選予定 | 2028年改選予定 | 2028年改選予定 | 2028年改選予定 | 2028年改選予定 |
| # | 氏名 | 所属政党 | 在職期間 | 選挙歴 | 任 期 |                                                            | 任 期 | 選挙歴 | 在職期間 | 所属政党 | 氏名 | # |
| 第1部 | 第1部 | 第1部 | 第1部 | 第1部 | 第1部 | 第3部                                                      | 第3部 | 第3部 | 第3部 | 第3部 | 第3部 | |

## 註
1. ↑  “SENATORIAL ELECTIONS.”.   The New York Times. p. 1 (1887年1月20日). 2015年6月19日閲覧。
2. ↑  〔ママ〕: “WILLL STIL REPRESENT MISSOURI. FRANCIS M. COCKRELL ELECTED ON THE FIRST BALLOT.”.   The New York Times. p. 5 (1893年1月18日). 2015年6月19日閲覧。
3. ↑  “Cockrell Re-elected in Missouri”.  The New York Times. p. 2 (1899年1月18日). 2016年10月13日閲覧。
4. ↑   The World Almanac and Encyclopedia 1906. New York: The Press Publishing Co. New York World. (1905). p. 108
5. ↑   The Tribune Almanac and Political Register 1910. New York: The Tribune Association. (1910). p. 271